# Internationella öspelen
Internationella öspelen (engelska: Natwest Island Games, IGA) är en tävling som hålls vartannat år där de deltagande medlemmarna, representerande olika öar, tävlar i olika sporter. Spelen leds av organisationen International Island Games Association (IIGA). Organisationens uppdrag, förutom att leda spelen, är att anskaffa sponsorer och kontrollera ansökningar från nya öar.

## Historik
De första spelen avgjordes 1985 på Isle of Man, och var till att börja med enbart menade att vara en engångsföreteelse. Första gången deltog 15 öar med 600 deltagare och ledare i sju idrotter. Tack vare att spelen blev en stor framgång, hölls en ny omgång två år senare.

## Medlemmar
De deltagande öarna är associerade med följande självständiga stater: Danmark, Estland, Finland, Grekland, Norge, Spanien, Sverige och Storbritannien.

### Nuvarande medlemmar
| - Alderney - Anglesey (Ynys Môn) - Bermuda - Caymanöarna - Falklandsöarna - Färöarna - Frøya - Gibraltar - Gotland - Gozo - Grönland - Guernsey | - Hitra - Isle of Man - Isle of Wight - Jersey - Menorca - Orkneyöarna - Sark - Shetlandsöarna - Sankta Helena - Yttre Hebriderna - Åland - Ösel |

### Tidigare medlemmar
- Island (1985–1997)
- Malta (1985–1987)
- Prince Edward Island (1999–2009)
- Rhodos

## Orter och årtal för de Internationella öspelen

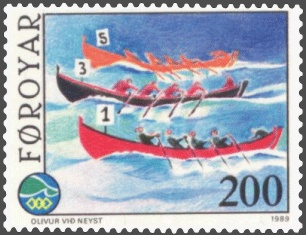
Färöiskt frimärke från de Internationella öspelen 1989: Rodd

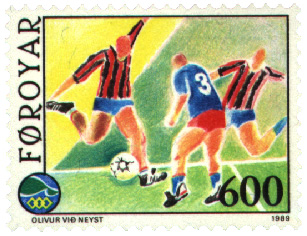
Fotboll

| №     | Årgång | Värd           | Deltagande öar | Tävlande | Sporter |
| ----- | ------ | -------------- | -------------- | -------- | ------- |
| I     | 1985   | Isle of Man    | 15             | 700      | 7       |
| II    | 1987   | Guernsey       | 18             | 1,049    | 9       |
| III   | 1989   | Färöarna       | 15             | 800      | 11      |
| IV    | 1991   | Åland          | 17             | 1,700    | 13      |
| V     | 1993   | Isle of Wight  | 19             | 1,448    | 14      |
| VI    | 1995   | Gibraltar      | 18             | 1,214    | 14      |
| VII   | 1997   | Jersey         | 20             | ~2,000   | 14      |
| VIII  | 1999   | Gotland        | 22             | 1,858    | 14      |
| IX    | 2001   | Isle of Man    | 22             | 2,020    | 15      |
| X     | 2003   | Guernsey       | 23             | 2,129    | 15      |
| XI    | 2005   | Shetlandsöarna | 24             | ~2,400   | 14      |
| XII   | 2007   | Rhodos         | 25             | ~3,000   | 14      |
| XIII  | 2009   | Åland          | 24             | ~3,300   | 14      |
| XIV   | 2011   | Isle of Wight  | 24             | 2,306    | 14      |
| XV    | 2013   | Bermuda        | 22             | 1 127    | 14      |
| XVI   | 2015   | Jersey         | 24             | 2 430    | 14      |
| XVII  | 2017   | Gotland        | 23             | 2 333    | 14      |
| XVIII | 2019   | Gibraltar      | 22             | 1 700    | 14      |
| XIX   | 2023   | Guernsey       | 24             | 2 194    | 14      |
| XX    | 2025   | Orkneyöarna    |                |          | 12      |

## Sporter
Värdön väljer mellan tolv och fjorton olika sporter från listan:

- Badminton
- Basket
- Bordtennis
- Bowling
- Bågskytte
- Cykling
- Friidrott
- Fotboll
- Golf
- Gymnastik
- Judo
- Segling
- Skytte
- Squash
- Simning
- Tennis
- Triathlon
- Volleyboll

## Medaljer
| Ö                    | · Guld | · Silver | · Brons | Totalt |
| -------------------- | ------ | -------- | ------- | ------ |
| Jersey               | 491    | 491      | 444     | 1426   |
| Isle of Man          | 413    | 396      | 407     | 1216   |
| Guernsey             | 382    | 392      | 429     | 1203   |
| Gotland              | 243    | 187      | 194     | 624    |
| Färöarna             | 243    | 187      | 194     | 624    |
| Isle of Wight        | 160    | 154      | 190     | 504    |
| Åland                | 157    | 172      | 155     | 484    |
| Caymanöarna          | 99     | 73       | 65      | 237    |
| Bermuda              | 88     | 80       | 99      | 267    |
| Ösel                 | 77     | 86       | 77      | 240    |
| Gibraltar            | 53     | 58       | 88      | 199    |
| Rhodos               | 51     | 44       | 43      | 138    |
| Island               | 50     | 45       | 41      | 136    |
| Shetlandsöarna       | 48     | 68       | 93      | 209    |
| Menorca              | 36     | 34       | 46      | 116    |
| Anglesey             | 27     | 33       | 46      | 106    |
| Orkneyöarna          | 20     | 37       | 41      | 98     |
| Grönland             | 17     | 21       | 27      | 65     |
| Yttre Hebriderna     | 17     | 13       | 22      | 52     |
| Prince Edward Island | 6      | 6        | 9       | 21     |
| Malta                | 6      | 2        | 2       | 10     |
| Sark                 | 3      | 9        | 8       | 20     |
| Hitra                | 3      | 5        | 5       | 13     |
| Falklandsöarna       | 1      | 7        | 11      | 19     |
| Sankta Helena        | 1      | 2        | 3       | 6      |
| Frøya                | 1      | 1        | 2       | 4      |
| Alderney             | 0      | 2        | 3       | 5      |

Från och med 2001 kan deltagare från öar med färre än 10 000 invånare (Alderney, Falklandsöarna, Frøya, Hitra, St. Helena och Sark) även tävla om guld, silver och brons i en egen klass. Begränsningen är att silver endast delas ut vid minst tre deltagare, och brons vid minst fyra deltagare.

### Fotnoter
1. ↑  Sven Gustavsson (27 juni 1999). ”Ö-spel bygger broar”. Dagens nyheter. http://www.dn.se/arkiv/sport/o-spel-bygger-broar/. Läst 27 januari 2017.